# ピウ・エウロパ
ピウ・エウロパ（イタリア語: Piú Europa、+Europa、英語: More Europe、略称: +Eu、+E）は、イタリアのリベラル・親欧州性向の政党。